# Idaea onchnophora
Idaea onchnophora är en fjärilsart som beskrevs av Louis Beethoven Prout 1939. Idaea onchnophora ingår i släktet Idaea och familjen mätare. Inga underarter finns listade i Catalogue of Life.